# Château de San Cristóbal
 (février 2023).
Si vous disposez d'ouvrages ou d'articles de référence ou si vous connaissez des sites web de qualité traitant du thème abordé ici, merci de compléter l'article en donnant les références utiles à sa vérifiabilité et en les liant à la section « Notes et références ».
Le château de San Cristóbal, en espagnol Castillo de San Cristóbal, est une ancienne forteresse militaire située dans la ville de Santa Cruz de Tenerife (Îles Canaries, Espagne).
C'était la première fortification principale de l'île de Tenerife et le principal château pour la défense de la baie de Santa Cruz de Tenerife. À l'heure actuelle, il ne reste que quelques murs de l'édifice original situé sur la place d'Espagne. Sa construction, commencée en 1575, s'est achevée le 20 janvier 1577.
Le 28 juin 2006, en raison de la restructuration de la place d'Espagne, quelques vestiges de l'ancien château sont mis au jour. Ils ont depuis été intégrés dans le tunnel sous l'esplanade pour y être exposés comme un musée.